# ماسانوری سوزوکی
ماسانوری سوزوکی (انگلیسی: Masanori Suzuki؛ زادهٔ ۱۵ سپتامبر ۱۹۶۸) بازیکن فوتبال اهل ژاپن است.
از باشگاه‌هایی که در آن بازی کرده‌است می‌توان به باشگاه فوتبال جوبیلو ایواتا و باشگاه فوتبال کونسادول ساپورو اشاره کرد.